# Lorène Derenty
Lorène Derenty, née le 4 septembre 1994 à Aix-les-Bains, est une joueuse française de water-polo.
Appelée pour la première fois en équipe de France de water-polo féminin en 2013, elle est championne de France avec le Lille Métropole Water-Polo en 2014.